# آلساندرو تورچی
الساندرو تورچی نقاش ایتالیایی از اوایل باروک، در شهر ورونا متولد شد و عمده فعالیت او در همان‌جا بود و در اواخر عمر به رم رفت. او همچنین با نام الساندرو ورونیز نیز شناخته می‌شود. سبک او یادآور آثار کارواجو نقاش ایتالیایی می‌باشد.

## زندگی‌نامه
تورچی نزد فیلیس ریچیو در ورونا تمرین کرد. در سال ۱۶۰۳، او به عنوان یک نقاش مستقل کار می‌کرد.
هنگامی که فیلیس ریچیو در سال ۱۶۰۵ درگذشت، تورچی و نقاش همکارش پاسکاله اوتینو مجموعه ای از بوم‌های استاد درگذشته خود را تکمیل کردند.
با ترک مدرسه ریچیو، او به ونیز رفت و مدتی زیر نظر کارلو کالیاری کار کرد.
هنر او بیشتر در نمایش موضوعات تاریخی که عمدتاً بر روی مرمر سیاه کشیده شده بود، به کار گرفته می‌شد.

## نقاشی‌ها
منتخب نقاشی‌های تورچی:

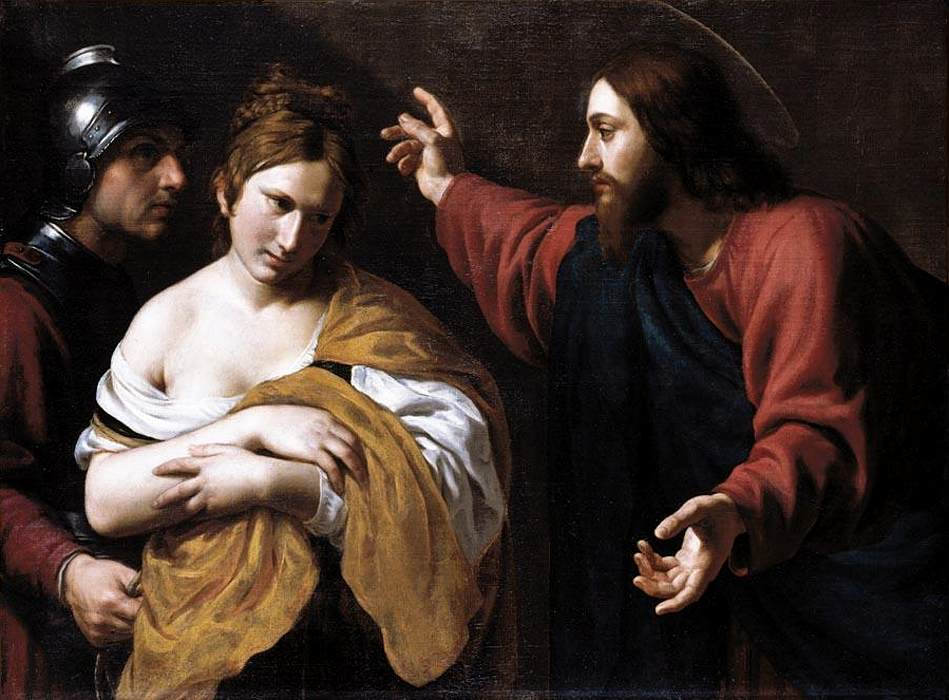
مسیح و زن زناکار
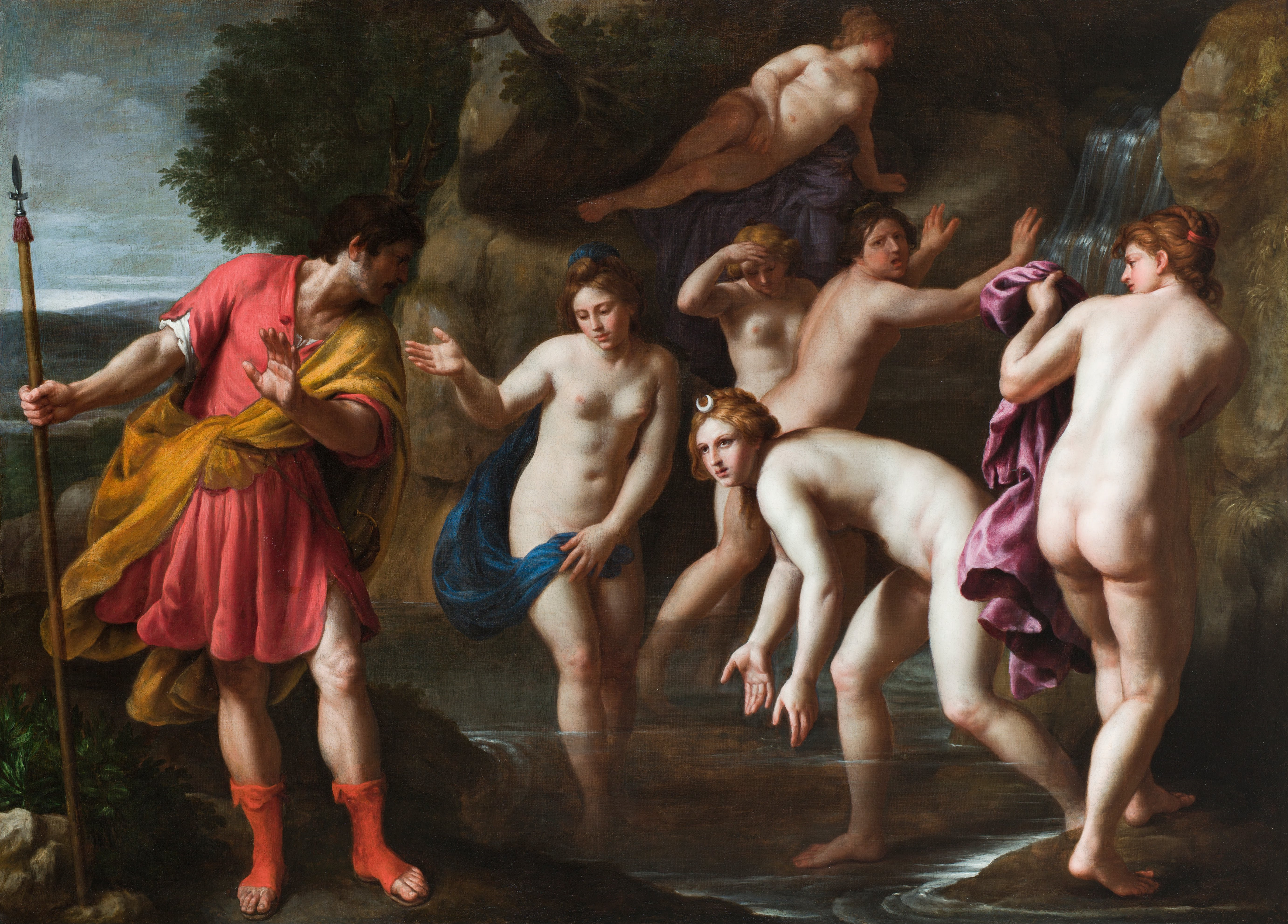
دیانا و اکتائون
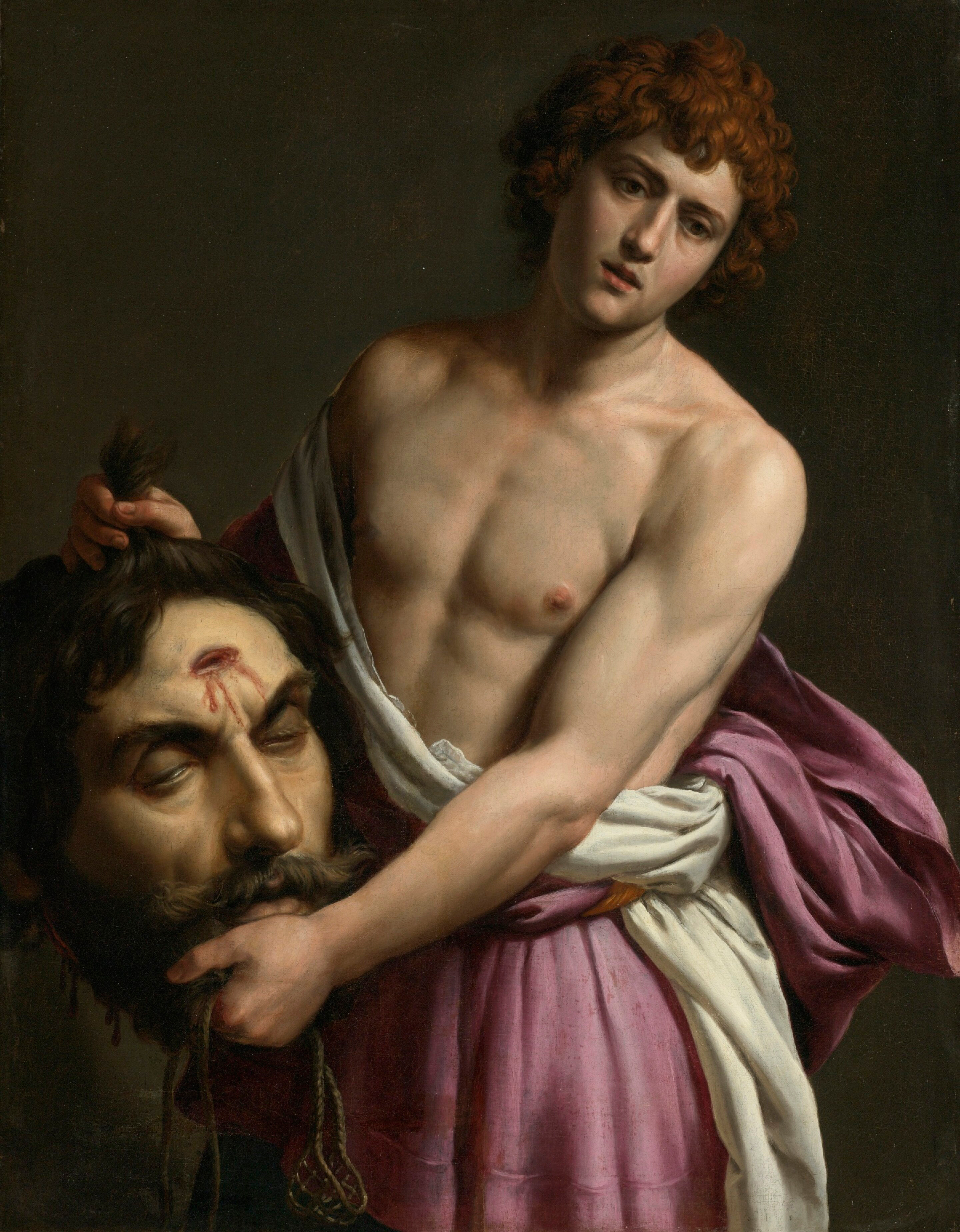
داوود با سر جالوت
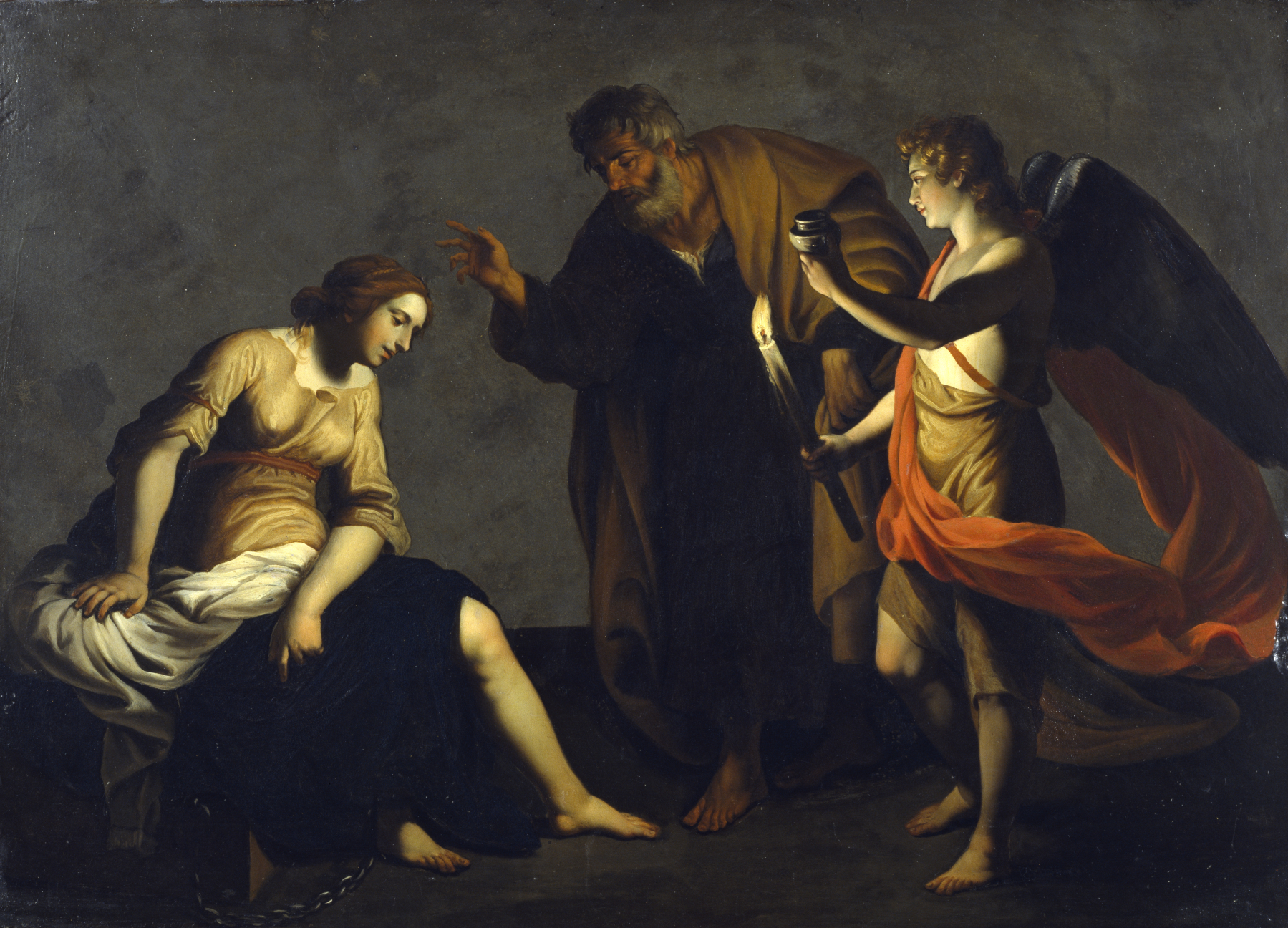
سنت آگاتا با حضور سنت پیتر و یک فرشته در زنجیر
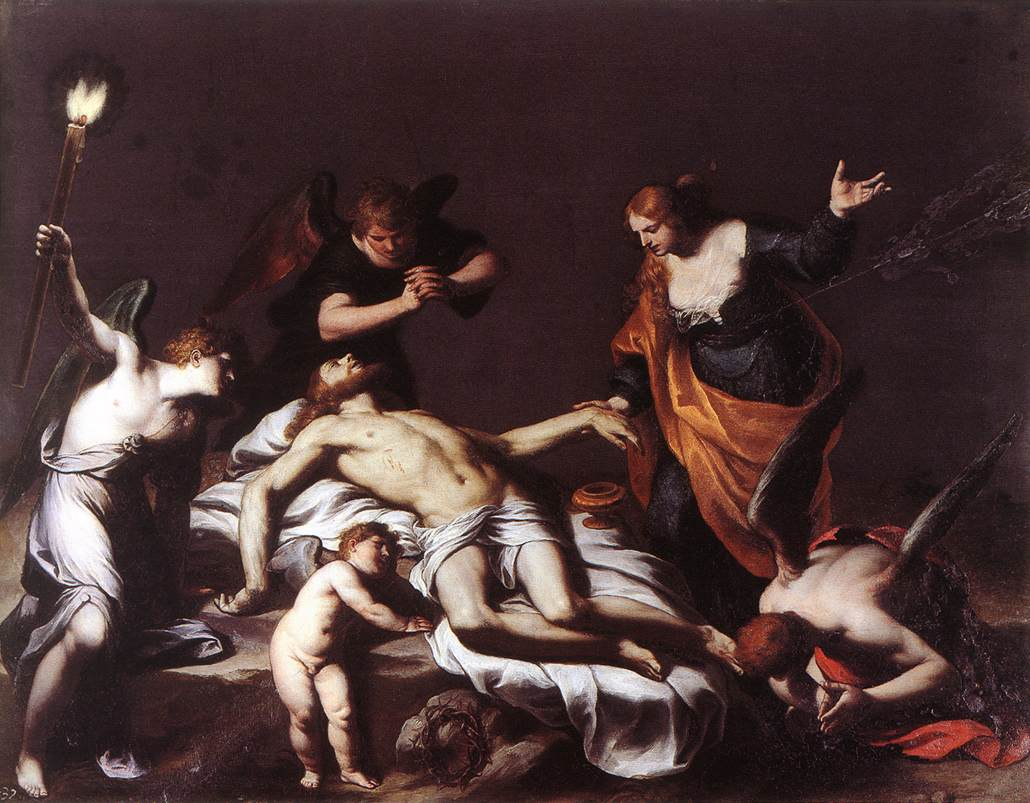
چشم انداز مسیح از عشق
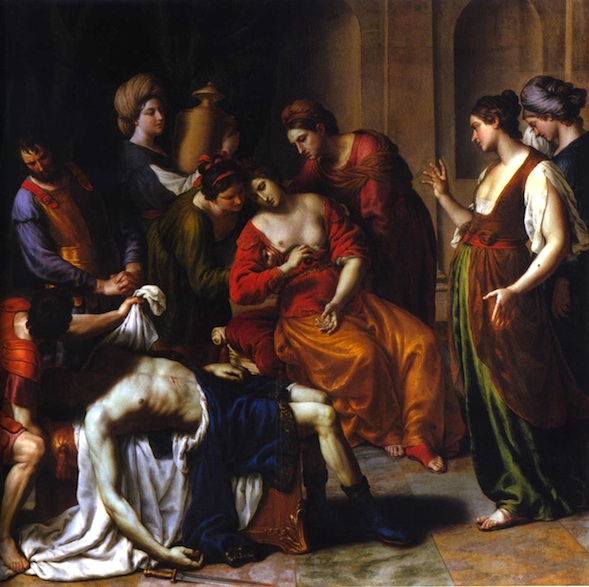
مرگ کلئوپاترا
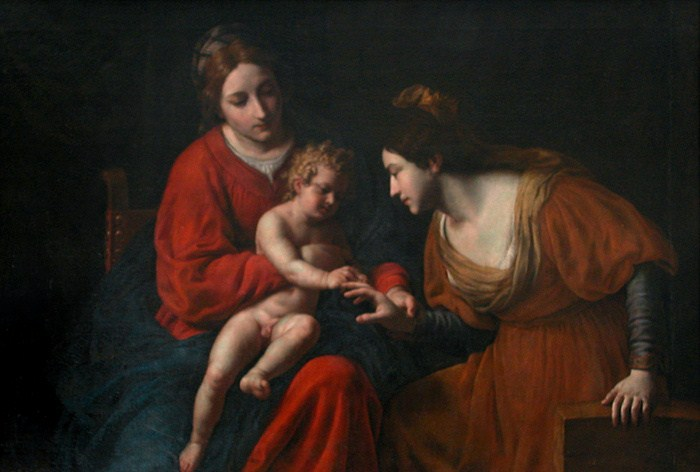
ازدواج عرفانی سنت کاترین
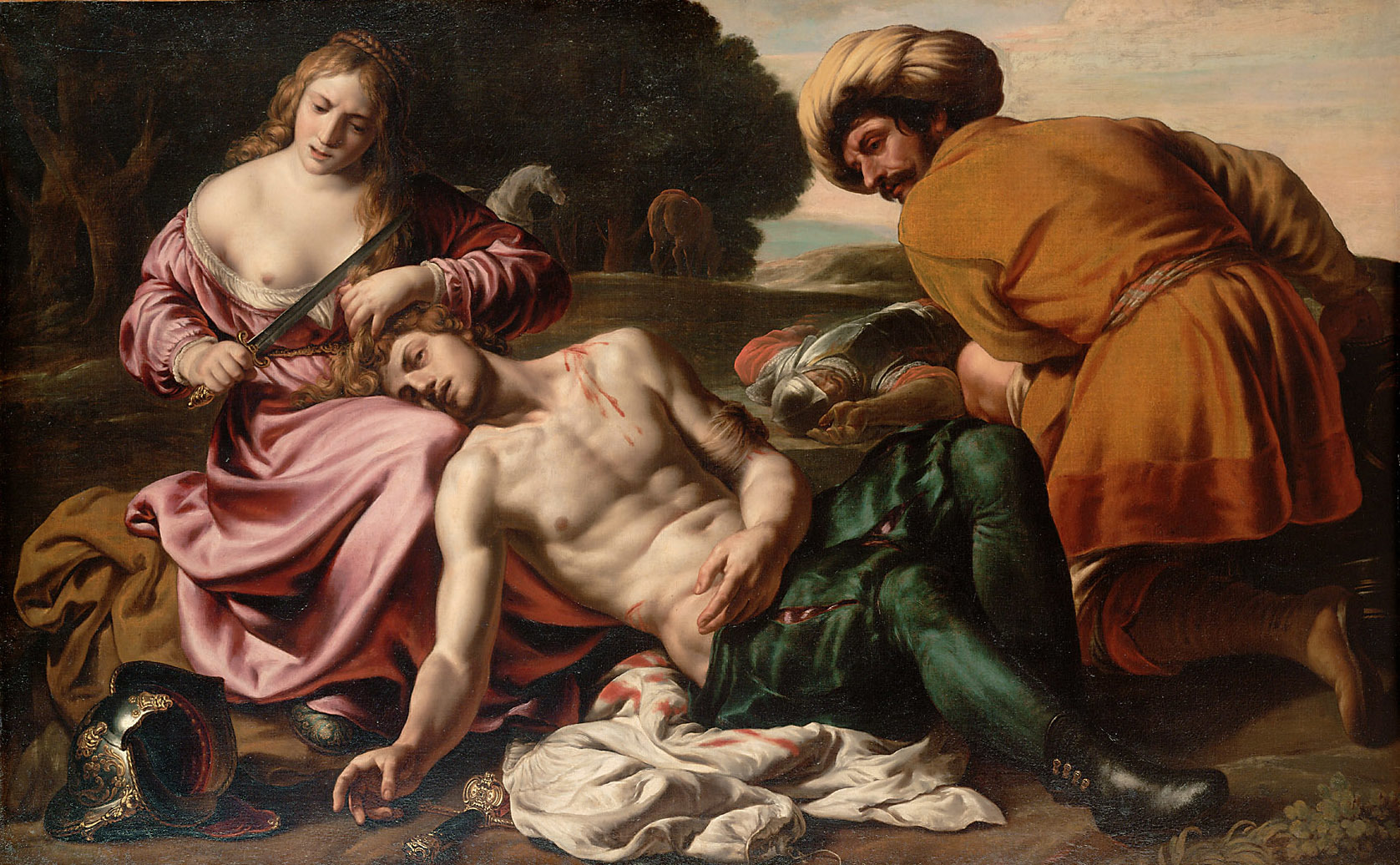
سامسون و دلیله